# Septoria violae-palustris
Septoria violae-palustris är en svampart som beskrevs av Died. 1914. Septoria violae-palustris ingår i släktet Septoria och familjen Mycosphaerellaceae.   Inga underarter finns listade i Catalogue of Life.